# Phoma ajacis
Phoma ajacis är en lavart som först beskrevs av Thüm., och fick sitt nu gällande namn av Aa & Boerema 1993. Phoma ajacis ingår i släktet Phoma, ordningen Pleosporales, klassen Dothideomycetes, divisionen sporsäcksvampar och riket svampar.   Inga underarter finns listade i Catalogue of Life.